# 椎村政彦
椎村 政彦（しいむら まさひこ、1978年2月27日 - ）は、日本の元ラグビー選手。クボタスピアーズや釜石シーウェイブスなどで活躍。

## プロフィール
- 京都府出身
- 身長: 182 cm, 体重: 84 kg
- ポジションはセンター (CTB)、スタンドオフ (SO, FH)。
- TBSテレビのTVドラマ「ノーサイドゲーム」にサイクロンズのメンバーとして出場したことがある[1]。

## 略歴
- 2001年、クボタスピアーズ入団[2]。03-04シーズンは3試合出場、1トライ[3], 04-05シーズンは出場1試合のみ[4]、05-06シーズンは出場機会なし[5]。
- 2006年、当時トップイーストであった釜石シーウェイブスに移籍。CTBのほか、司令塔の10番で出場する機会もあった[6]。

- 20**年、現役を引退した。